# Al-Falaq

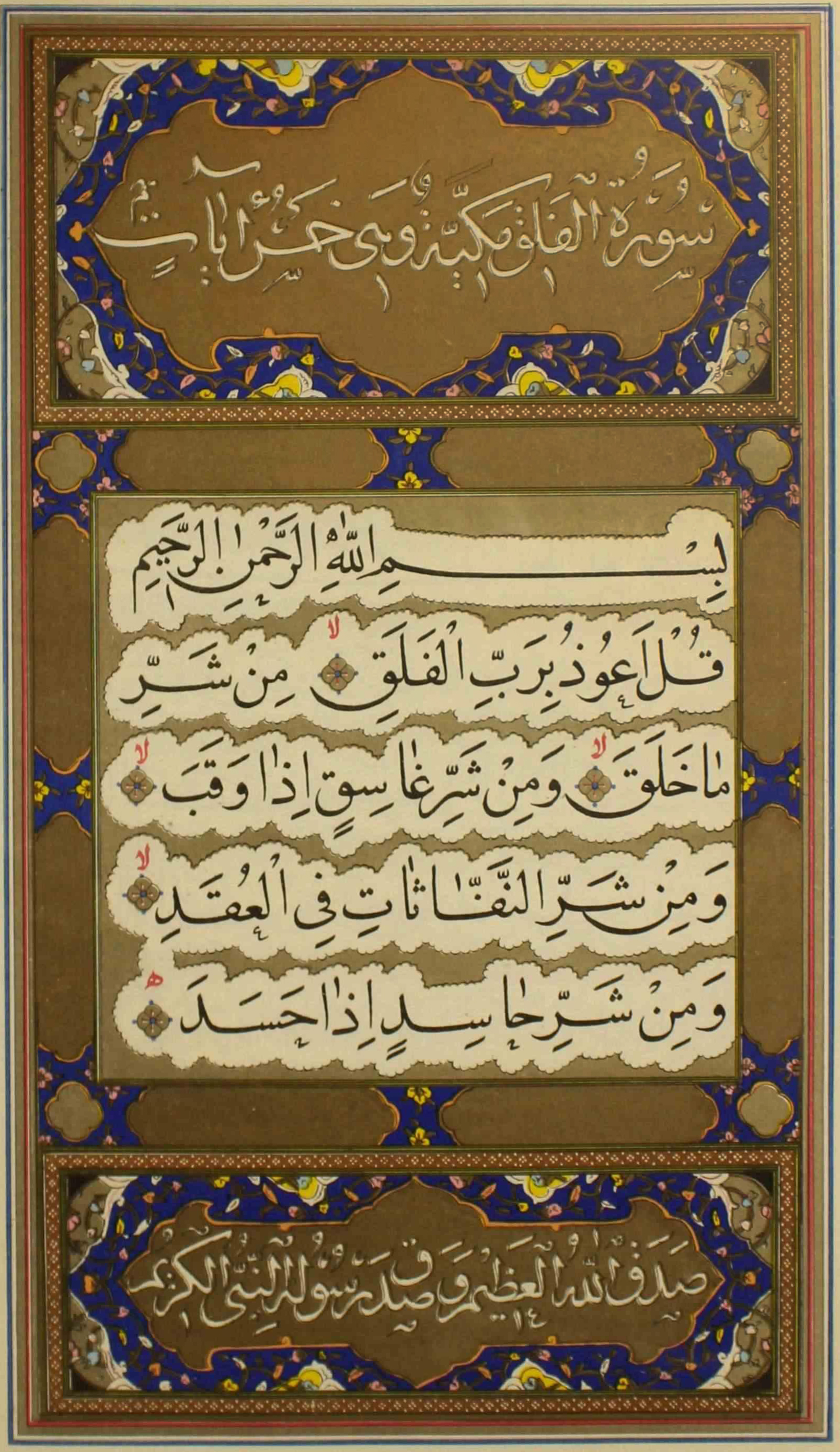
Sura al-Falaq med Ahmad Neyrizis kalligrafi.

Al-Falaq (arabiska: سورة الفلق, “Gryningens Herre”) är den etthundratrettonde suran (kapitlet) i Koranen med 5 ayat (verser). Den skall ha uppenbarat sig för profeten Muhammed under hans tid i Mekka.
Nedan följer surans verser i översättning från arabiska till svenska av Mohammed Knut Bernström. Översättningen har erhållit officiellt godkännande från det anrika al-Azhar-universitetets islamiska forskningsinstitution.

## Gryningens Herre
I Guds, den Nåderikes, den Barmhärtiges namn!
1. SÄG: "Jag söker skydd hos gryningens Herre,
2. mot det onda i det som Han har skapat,
3. mot det onda i nattens tätnande mörker,
4. mot det onda från dem som blåser på knutar,
5. och mot det onda i avunden från den som avundas."